# Ana de Saboia
Ana de Saboia, nascida Joana (em italiano:  Giovanna; após 27 de setembro de 1307 - Tessalônica, 1365) foi uma imperatriz-consorte bizantina, segunda esposa de Andrônico III Paleólogo e mãe de João V.

## Família
Ana era filha de Amadeu V de Saboia e de sua segunda esposa Maria de Brabante. Seus avós maternos eram João I de Brabante e Margarida de Dampierre. Esta, por sua vez, era filha de Guido de Dampierre com a sua primeira esposa Matilda de Bethune.

## Casamento
Ela ficou noiva de Andrônico na época em que ele estava envolvido na guerra civil contra seu avô paterno Andrônico II Paleólogo. De acordo com a "História" de João VI Cantacuzeno, o casamento se realizou em outubro de 1326 e Giovanna se converteu para a Igreja Ortodoxa tomando o nome de Ana.
Em 1328, Andrônico III entrou em Constantinopla e finalmente depôs seu avô.

## Regente
Em 15 de junho de 1341, Andrônico III morreu. Ele foi sucedido por seu filho João V, que tinha apenas nove anos. Ana foi designada como regente, mas foi contestada pelo amigo e conselheiro de Andrônico, João Cantacuzeno, que assumiu o posto de regente contra a vontade dela e do patriarca de Constantinopla João Calecas.
Na mesma época, Estêvão Uresis IV da Sérvia invadiu a parte setentrional da Trácia. Cantacuzeno deixou a capital para dar combate ao invasor e, em sua ausência, Calecas e o poderoso mega-duque Aleixo Apocauco convenceram Ana que Cantacuzeno era o inimigo. A imperatriz então declarou o conselheiro "inimigo do estado" e ofereceu o título de eparca de Constantinopla para Apocauco.
Cantacuzeno ainda mantinha o controle de parte do exército bizantino. Em 26 de outubro de 1341, ele se auto-proclamou co-imperador em Demótica, sua base principal, o que deu início a uma guerra civil que duraria até 1347. João Alexandre da Bulgária logo se aliou ao partido de João V e de Ana, enquanto que Estêvão lutou com João VI. Ambos os estavam na verdade tirando vantagem da guerra civil para avançar suas próprias agendas, principalmente territoriais. Na mesma época, João VI também se aliou ao Emirado Otomano, governado por Orcano I.
Ana também tentava conseguir o apoio das potências da Europa Ocidental. No verão de 1343, um emissário proclamou a lealdade da imperatriz ao papa Clemente VI em Avinhão. Em agosto do mesmo ano, Ana penhorou as jóias reais bizantinas na República de Veneza por 30 000 ducados para conseguir manter seus exércitos. 
Em 3 de fevereiro de 1347, os dois lados chegaram num acordo. João VI foi aceito como "imperador sênior" de João V e este se casou com Helena Cantacuzena, filha de João VI. O novo imperador sênior então marchou para a capital e tomou controle do governo.

## Anos finais
Em 1351, Ana deixou Constantinopla e se mudou para Tessalônica, onde passou a manter a sua corte, emitindo decretos em seu nome e chegando a controlar uma casa da moeda. Ela foi a segunda imperatriz a manter sua corte na cidade, seguindo o exemplo de Irene de Monferrato, e lá permaneceu até 1365.
Seu último ato oficial foi a doação de um convento em memória dos Agioi Anargyroi (em grego:  Άγιοι Ανάργυροι - santos anárgiros), o nome pelo qual eram conhecidos os santos Cosme e Damião, que ofereciam serviços médicos gratuitamente. Esta doação pode indicar que Ana já estava enferma e esperando uma cura. Pouco depois ela se tornou uma freira e morreu sob o nome de "Anastásia" por volta de 1365.

## Filhos
Andrônico e Ana tiveram 4 filhos:
- Maria (rebatizada de "Irene") Paleóloga (1327 – pós 1356), que se casou com Miguel Asen IV da Bulgária que, por sua vez, era o primogênito de João Alexandre e de sua primeira esposa Teodora da Valáquia. Ele foi co-imperador com o pai até morrer antes dele nas Guerras búlgaro-otomanas.
- João V Paleólogo (18 de junho de 1332 – 16 de fevereiro de 1391).
- Miguel Paleólogo, déspota (1337 – antes de 1370). Membro da corte de Estêvão Uresis IV em 1351/1352.
- Irene (rebatizada de "Maria") (m. 6 de agosto de 1384), que se casou com Francisco I de Lesbos.